# ناصریه (فرقه)
فرقه ناصریه که از انشعابات فرقه اسماعیلیه محسوب می‌شود، گروهی از شیعیان می باشند که به پیروی از ناصر خسرو قبادیانی مشهور هستند. ابوالمعانی این فرقه را به همراه فرقه صباحیه، یکی از فرقه‌های منشعب شده از سبعیه (قائلین به امامت هفت امام که همان اسماعیلیه هستند) دانسته‌است.

## رهبر فرقه
ابومعین ناصر بن خسرو بن حارث قبادیانی بلخی، معروف به ناصرخسرو (۳۹۴–۴۸۱ ه‍.ق)، حجت اسماعیلیان در خراسان بزرگ بود و در بلخ و بدخشان به ترویج این مذهب پرداخت. وی از ۴۴۴ تا ۴۸۱ در این راه کوشید به‌طوری‌که نقشی مهم در گسترش این مذهب در این ناحیه (افغانستان و تاجیکستان و بخش های از چین و پاکستان کنونی) ایفا کرد. ناصرخسرو یکی از بزرگترین شخصیت های تاریخ مذهب اسماعیلیه است. او دارای مقام حجت بود و حجت در تاویل اسماعیلیان آخرین مقامی است که یک اسماعیلی میتواند به آن ناییل آید.